# Robert Close
Robert Charles Adolphe Marie Lucien Close (Brussel, 30 april 1922 - 6 december 2003) was een Belgisch generaal en senator.

## Levensloop
Close studeerde aan de Koninklijke Militaire School. In mei 1940 streed hij mee tijdens de Achttiendaagse Veldtocht toen nazi-Duitsland België aanviel. Nadat België zich overgaf ging hij in het Verzet, maar in 1942 werd hij gearresteerd en naar een concentratiekamp overgebracht, dat hij overleefde.
Na het einde van de oorlog begon hij vanaf 1945 een militaire loopbaan. Nadat Close namens België militair attaché in Londen was, commandeerde hij van 1971 tot 1974 als generaal Belgische brigades in de Bondsrepubliek Duitsland. Vervolgens was hij tot in 1976 werkzaam bij het Verdedigingscomité van de NAVO in Rome. Nadat hij in 1976 het boek L'Europe sans défense schreef, waarin hij zich negatief uitliet over de NAVO, werd hij ontslagen bij het NAVO-Verdedigingscomité.
Nadat hij in 1980 het Belgische leger verliet, werd hij politiek actief voor de PRL en was voor deze partij van 1981 tot 1987 lid van de Belgische Senaat: van 1981 tot 1985 als rechtstreeks gekozen senator voor het arrondissement Brussel en van 1985 tot 1987 als provinciaal senator voor Brabant.
Eind jaren '80 verliet Close uit ontevredenheid de PRL en stapte over naar de unitair gezinde partij BEB-n. In het midden van de jaren '90 verliet hij ook deze partij en trad toe tot de extreemrechtse Front National. In 1996 verliet hij samen met Roger Nols en Marguerite Bastien het FN om vervolgens het Front Nouveau de Belgique op te richten.
Close was ook werkzaam bij Lilian Baels, de prinses van Retie en tweede vrouw van koning Leopold III. Nadat hij haar vertrouwen won, werd hij toegelaten om de archieven van Leopold III te bestuderen en er het boek Leopold III, les non-dits over uit te geven.